# À Chaque Pas
À Chaque Pas ("A cada passo") foi a canção francesa para o Festival Eurovisão da Canção 2004, cantada em Francês por Jonatan Cerrada.
A canção foi a 4ª a subir ao palco, a seguir da canção da Noruega ("High" interpretada por Knut Anders Sørum) e antes da canção da Sérvia e Montenegro ("Lane Moje" interpretada por Željko Joksimović & Ad Hoc Orchestra).

## Autores
| AUTORES                                                      |
| ------------------------------------------------------------ |
| Letrista: Jonatan Cerrada, Benjamin Robbins, Steve Balsamo   |
| Compositor: Jonatan Cerrada, Benjamin Robbins, Steve Balsamo |

## Charts
| Chart (2004)                     | Melhor posição |
| -------------------------------- | -------------- |
| Belgian (Wallonia) Singles Chart | 5              |
| French SNEP Singles Chart        | 12             |
| Swiss Singles Chart              | 36             |